# Marinero de luces (álbum)
Marinero de luces es el título del décimo álbum de estudio grabado por la cantante española Isabel Pantoja, lanzado al mercado bajo el sello discográfico RCA Víctor en el año 1985. Contó con la composición de José Luis Perales y la producción de José Luis de Carlos. Algunas canciones destacadas son «Marinero de luces», «Era mi vida él», «Hoy quiero confesarme» y «Pensando en ti».

## Antecedentes
Se trata del primer trabajo de la artista tras el fallecimiento en una corrida de toros de su marido Francisco Rivera Paquirri. El disco es una suerte de homenaje al fallecido, y casi todos los temas aluden a la soledad de la intérprete y la ausencia del fallecido, con una de las canciones, Mi pequeño del alma, dedicada al hijo de ambos, Kiko Rivera que en el momento contaba con dos años de edad.

## Lista de canciones
Todas las canciones escritas y compuestas por José Luis Perales.

| Cara A |                     |          |  |
| N.º    | Título              | Duración |  |
| 1.     | «Marinero de luces» | 3:00     |  |
| 2.     | «Me voy»            | 3:59     |  |
| 3.     | «Era mi vida el»    | 3:50     |  |
| 4.     | «Ven a mi otra vez» | 4:14     |  |
| 5.     | «No puede ser»      | 3:22     |  |

| Cara B |                         |          |  |
| N.º    | Título                  | Duración |  |
| 1.     | «Hoy quiero confesarme» | 4:49     |  |
| 2.     | «Pensando en ti»        | 3:30     |  |
| 3.     | «Mi pequeño del alma»   | 3:44     |  |
| 4.     | «Déjame»                | 3:55     |  |
| 5.     | «Ese tren de la vida»   | 3:34     |  |

| CD  |                         |          |  |
| N.º | Título                  | Duración |  |
| 1.  | «Marinero de luces»     | 3:00     |  |
| 2.  | «Me voy»                | 3:59     |  |
| 3.  | «Era mi vida el»        | 3:50     |  |
| 4.  | «Ven a mi otra vez»     | 4:14     |  |
| 5.  | «No puede ser»          | 3:22     |  |
| 6.  | «Hoy quiero confesarme» | 4:49     |  |
| 7.  | «Pensando En Ti»        | 3:30     |  |
| 8.  | «Mi pequeño del alma»   | 3:44     |  |
| 9.  | «Déjame»                | 3:55     |  |
| 10. | «Ese tren de la vida»   | 3:34     |  |